# Бэнкс, Лесли
Лесли Бэнкс (англ. Leslie Banks; 9 июня 1890, Вест Дерби — 21 апреля 1952, Лондон) — английский актёр театра и кино.

## Биография
Лесли Бэнкс родился 9 июня 1890 года в пригороде Ливерпуля Вест-Дерби. Образование получил в Оксфорде. Актёрскую карьеру начал в 1911 году в лондонском Водевиль-театре. Во время Первой мировой войны, в одном из сражений Бэнкс был серьезно ранен — левая сторона его лица была покрыта шрамами и частично парализована. Однако это обстоятельство не помешало талантливому актёру вернуться после войны в театр и продолжать играть на сцене, выступая в самых различных амплуа. Рассматривался среди претендентов на роль Дракулы. 
Со временем Бэнкс стал известен не только как актёр, но и как режиссёр-постановщик и театральный продюсер. В кинематограф Бэнкс пришёл в 1932 году: его первым фильмом стал американский триллер «Самая Опасная Игра» (реж. Ирвинга Пичела), в котором он сыграл охотника на людей, зловещего графа Зароффа (любопытна неверная интонация с которой актер произносит фразы по-русски). В дальнейшем, вплоть до 1950 года, Бэнкс периодически появлялся на экране как в главных ролях, так и в ролях второго плана. В числе прочих, работал со знаменитыми британскими режиссёрами, с Альфредом Хичкоком — в фильмах «Человек, который слишком много знал» (1934), «Таверна „Ямайка“» (1939), c Майклом Пауэллом — «Под торговым флагом» (1935), «Ночная вечеринка» (1935), «Маленькая задняя комната» (1949), c Лоуренсом Оливье — «Генрих V» (1944) и Дэвидом Лином — «Мадлен» (1950). 
Лесли Бэнкс скончался от инсульта 21 апреля 1952 года в Лондоне.

## Фильмография
| Год  |   | Русское название                                    | Оригинальное название       | Роль                       |
| ---- | - | --------------------------------------------------- | --------------------------- | -------------------------- |
| 1921 | ф | Опыт                                                | Experience                  |                            |
| 1932 | ф | Самая опасная игра                                  | The Most Dangerous Game     | граф Зарофф                |
| 1933 | ф | Странная улика                                      | Strange Evidence            | Френсис Релф               |
| 1933 | ф | Я — Сюзанна                                         | I Am Suzanne                | Адольф «Барон» Херринг     |
| 1934 | ф |                                                     | The Fire Raisers            | Джим Бронсон               |
| 1934 | ф | Человек, который слишком много знал                 | The Man Who Knew Too Much   | Боб Лоуренс                |
| 1934 | ф | Под торговым флагом                                 | Red Ensign                  | Дэвид Барр                 |
| 1935 | ф | Сэндерс с реки                                      | Sanders of the River        | комиссар Сандерс           |
| 1935 | ф | Тоннель                                             | The Tunnel                  | Фредерик «Робби» Роббинс   |
| 1935 | ф | Ночная вечеринка                                    | The Night of the Party      | сэр Джон Холленд           |
| 1936 | ф | Три Максима                                         | Three Maxims                | Мак                        |
| 1936 | ф | Долг чести                                          | Debt of Honour              | майор Джимми Стэнтон       |
| 1937 | ф |                                                     | Wings of the Morning        | лорд Клонтарф              |
| 1937 | ф | Пламя над Англией                                   | Fire Over England           | Роберт Дадли               |
| 1937 | ф |                                                     | Farewell Again              | полковник Гарри Блэр       |
| 1938 | ф | Сирано де Бержерак (телефильм)                      | Cyrano de Bergerac          | Сирано де Бержерак         |
| 1939 | ф | (короткометражный)                                  | Guide Dogs for the Blind    |                            |
| 1939 | ф | Таверна «Ямайка»                                    | Jamaica Inn                 | Джосс Мерлин               |
| 1939 | ф | Сыны моря                                           | Sons of the Sea             | капитан Хайд               |
| 1939 | ф |                                                     | The Arsenal Stadium Mystery | инспектор Энтони Слейд     |
| 1940 | ф |                                                     | Dead Man's Shoes            | Роже де Ветёй              |
| 1940 | ф |                                                     | The Big Blockade            | чиновник Тэйлор            |
| 1940 | ф | Двадцать один день                                  | 21 Days                     | Кит Дюрран                 |
| 1940 | ф | Дверь с семью замками                               | The Door with Seven Locks   | доктор Манетта             |
| 1940 | ф | Медовый месяц водителя автобуса                     | Busman's Honeymoon          | инспектор Кирк             |
| 1940 | ф | Нейтральный порт                                    | Neutral Port                | Джордж Картер              |
| 1941 | ф | Коттедж сдаётся в наём                              | Cottage to Let              | Джон Бэррингтон            |
| 1942 | ф | Как прошёл день?                                    | Went the Day Well?          | Оливер Уилсфорд            |
| 1942 | ф |                                                     | Ships with Wings            | вице-адмирал Дэвид Уэзерби |
| 1944 | ф | Генрих V                                            | Henry V                     | рассказчик                 |
| 1947 | ф |                                                     | Mrs. Fitzherbert            | Чарльз Джеймс Фокс         |
| 1947 | ф | Дженни Вильерс (телефильм по повести Дж.Б. Пристли) | Jenny Villiers              | Мартин Чиверел             |
| 1949 | ф | Маленькая задняя комната                            | The Small Back Room         | полковник А.К. Холленд     |
| 1950 | ф |                                                     | Your Witness                | полковник Саммерфилд       |
| 1950 | ф | Мадлен                                              | Madeleine                   | Джеймс Смит                |